# Mjölby stad
Denna artikel handlar om den tidigare kommunen Mjölby stad. För orten se Mjölby, för dagens kommun, se Mjölby kommun.
Mjölby stad var en tidigare kommun i Östergötlands län. Centralort var Mjölby. 

## Administrativ historik
I Mjölby landskommun inrättades enligt beslut den 29 september 1889 Mjölby municipalsamhälle. Den 1 januari 1920 (enligt beslut den 31 december 1919) bildades Mjölby stad genom en ombildning av Mjölby landskommun.
Staden inkorporerade vid kommunreformen 1952 Högby landskommun.
1 januari 1971 uppgick Mjölby stad i den nybildade Mjölby kommun.

### Judiciell tillhörighet
I likhet med andra under 1900-talet inrättade stadskommuner fick staden inte egen jurisdiktion utan låg fortsatt under landsrätt i Vifolka, Valkebo och Gullbergs domsaga och Vifolka tingslag. 1924 bildades Mjölby domsaga och dess tingslag, från 1939 kallad Folkungabygdens domsaga, vilken staden fördes till.

### Kyrklig tillhörighet
I kyrkligt hänseende hörde staden till Mjölby församling. 1 januari 1952 tillkom Högby församling.

### Sockenkod
För registrerade fornfynd med mera så återfinns staden inom ett område definierat av sockenkod 0465 som motsvarar den omfattning staden hade kring 1950, vilket innebär att även Mjölby socken ingår.

## Stadsvapnet
Blasonering: I rött en balkvis ställd ström, åtföljd av två kvarnhjul, allt av guld.
Vapnet fastställdes 1922 för den då nya staden Mjölby. Efter kommunbildningen 1971 återanvändes den namngivande enhetens vapen oförändrat för den nya kommunen och registrerades i PRV år 1978. 

## Geografi
Mjölby stad omfattade den 1 januari 1952 en areal av 92,76 km², varav 92,13 km² land.

### Tätorter i staden 1960
I Mjölby stad fanns tätorten Mjölby, som hade 9 154 invånare den 1 november 1960. Tätortsgraden i staden var då 85,9 procent.

## Näringsliv
Vid folkräkningen den 31 december 1950 var kommunens befolknings huvudnäring uppdelad på följande sätt:
- 43,8 procent av befolkningen levde av industri och hantverk
- 15,4 procent av samfärdsel
- 15,3 procent av jordbruk med binäringar
- 14,9 procent av handel
- 6,9 procent av offentliga tjänster m.m.
- 2,2 procent av husligt arbete
- 1,5 procent av ospecificerad verksamhet.

Av den förvärvsarbetande befolkningen jobbade bland annat 13,3 procent med samfärdsel, 10,3 procent med metallindustri och 10,1 procent med "träindustri m.m.". 167 av förvärvsarbetarna (4,3 procent) hade sin arbetsplats utanför staden.

## Politik

### Mandatfördelning i valen 1920–1966
| 12 | 4 | 7 | 7 |

| 30 |

| 14 | 3 | 6 | 7 |

| 28 |

|  | 14 |  | 6 | 8 |

| 28 |

| 15 |  | 2 | 4 | 8 |

| 28 |

| 18 |  | 3 | 8 |

| 28 |

| 21 | 3 | 6 |

| 27 |

| 21 | 3 | 6 |

| 28 |

|  | 19 | 2 | 4 | 4 |

| 28 |

| 22 | 2 | 6 | 4 |

| 30 |

| 20 | 2 | 7 | 5 |

| 30 |

| 20 | 3 | 4 | 7 |

| 31 |

| 21 | 3 | 5 | 5 |

| 30 |

|  | 18 | 4 | 5 |  | 5 |

| 30 |